# Alcalá de los Gazules

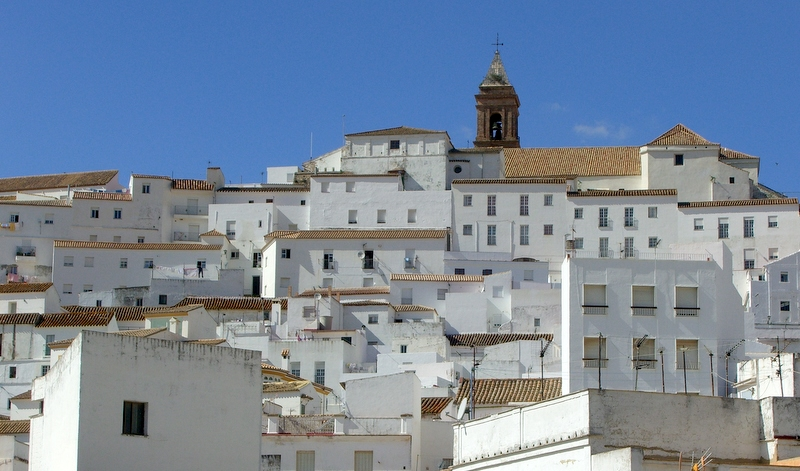
Alcalá de los Gazules

Alcalá de los Gazules is een gemeente in de Spaanse provincie Cádiz in de regio Andalusië met een oppervlakte van 480 km². In 2007 telde Alcalá de los Gazules 5673 inwoners.

## Demografische ontwikkeling
Bron: INE, 1857-2011: volkstellingen